# Bảo Ninh (xã)
Bảo Ninh là một xã thuộc thành phố Đồng Hới, tỉnh Quảng Bình, Việt Nam.
Xã Bảo Ninh có diện tích 17,67 km², dân số năm 2019 là 10.427 người, mật độ dân số đạt 590 người/km².

## Địa lý
Bảo Ninh là một bán đảo bên sông Nhật Lệ, có vị trí địa lý:
- Phía Bắc và Phía Đông giáp Biển Đông
- Phía Tây giáp các phường Đồng Hải, Phú Hải, Hải Thành và huyện Quảng Ninh qua sông Nhật Lệ
- Phía Nam giáp huyện Quảng Ninh

## Hành chính
Xã Bảo Ninh được chia làm 8 thôn: Cửa Phú, Đồng Dương, Hà Dương, Hà Thôn, Hà Trung, Mỹ Cảnh, Sa Động, Trung Bính.

## Danh nhân
- Nhà văn Bảo Ninh
- Mẹ Suốt
- Huỳnh Côn